# Johann Heinrich Pott
Johann Heinrich Pott (* 6. Oktober 1692 in Halberstadt; † 29. März 1777 in Berlin) war ein deutscher Arzt und Chemiker.

## Leben
Der in Halberstadt aufgewachsene Sohn des königlich-preußischen Rats und Kanonikus in Halberstadt Johann Andreas Pott (1662–1729) und dessen Ehefrau der Dorothea Sophia, einer geborenen Machenau, studierte ab 1709 an der Universität Halle zuerst Theologie, später bei Georg Ernst Stahl und Friedrich Hoffmann Medizin und Chemie. Das Studium wurde mehrere Jahre durch Potts Beteiligung an der Inspiriertenbewegung unterbrochen. Johann Heinrich und zwei seiner Brüder zogen zeitweise als Propheten der Inspiriertenbewegung durch Deutschland, lösten sich Anfang 1715 aber wieder von dieser Sekte und kehrten zum Studium nach Halle zurück. Nach seiner Promotion von 1716 über ein rein chemisches Thema (De Sulphuribus Metallorum) arbeitete Johann Heinrich Pott kurze Zeit als Arzt in Halberstadt. 1720 ließ er sich als Arzt in Berlin nieder, wurde 1722 Mitglied der Societät der Wissenschaften und 1724 Professor für theoretische Chemie am Collegium Medico Chirurgicum. Pott heiratete eine Tochter des wohlhabenden Kaufmanns und Akzisedirektors Stanislaus Rücker. Nach dem Tod seines Freundes Caspar Neumann übernahm er ab 1737 auch dessen Professur für praktische Chemie (Pharmazie). Als Chemiker war Pott ein Anhänger der Phlogistontheorie.
1753 kam es zu öffentlich ausgetragenen Streitigkeiten um die Neubesetzung der zweiten Chemieprofessorenstelle am Collegium Medico Chirurgicum. Pott wollte diese Stelle mit seinem Schwiegersohn Kurella besetzen. Sie ging aber an Brandes, einem Protege von Johann Theodor Eller, dem einflussreichen Ersten Königlichen Leibarzt. Als Pott Eller daraufhin in einer Streitschrift scharf angriff, stellten sich die Berliner Gelehrten, allen voran Brandes, Johann Gottlob Lehmann und Andreas Sigismund Marggraf auf Ellers Seite. Deshalb und auf Grund wissenschaftlicher Streitigkeiten mit seinen Kollegen, zum Beispiel mit Marggraf über die Umwandlung von Wasser in Erde, die Pott für nicht möglich hielt, zog er sich 1754 verbittert aus der Akademie der Wissenschaften zurück. Im Jahr 1770 hörte Pott wegen seines hohen Alters und seiner Augenschwäche auf, Vorlesungen am Collegium zu halten. Er stand aber noch ehrenhalber an erster Stelle im Vorlesungsverzeichnis und gab in Einzelfällen noch Privatunterricht.
Einer seiner Schüler war Martin Heinrich Klaproth.

## Leistungen
- Er verwendete früh – ab 1713 –  die Borax- und Phosphorperle für analytische Zwecke.
- Er erkannte die Verschiedenheit von Blei und Graphit und leistete so Vorarbeiten zur Aufklärung der Natur von Graphit.
- Untersuchungen und Beschreibung von Bismut (1739), Braunstein[1] (1740), Zink (1741) und Zinksulfat (1743, weißes Vitriol). Damit gehört er zu den Mitentdeckern der Elemente Bismut, Zink und Mangan.
- Zahlreiche Untersuchungen zur Herstellung von Porzellan im Auftrag der preußischen Regierung und zu feuerfesten Gefäßen von 1740 bis 1745. Die Nacherfindung des sächsischen Porzellans gelang Pott trotz der etwa 30.000 von ihm durchgeführten Versuche allerdings nie.
- Pott gilt als einer der Begründer der „Pyrochemie“ mit der Untersuchung des Schmelzverhaltens anorganischer Stoffe und Gemische ab 1744.
- Seine Lehre von den vier Grunderden (calcarisch-alkalisch, onnig, kieselig, gipsig) war ein Beitrag zur Herausbildung des Elementbegriffs.
- 1753 fand er, dass Bernsteinsäure die Acidität nicht von Mineralsäuren hat.

## Werke
- Exercitationes chymicae, 1738
- Collectiones observationum et animadversionum chymicarum, 1739 und 1741
- Lithogeognosia, mehrere Bände und Ausgaben 1746–57
- Chymische Untersuchungen, welche fürnehmlich von der Lithogeognosia oder Erkäntniss und Bearbeitung der gemeinen einfacheren Steine und Erden, ingleichen von Feuer und Licht handeln. Voss, Bremen 1757